# 툴루즈 FC
툴루즈 풋볼 클뢰브(프랑스어: Toulouse Football Club)는 툴루즈를 연고로 하는 프랑스의 축구 클럽이다. 1970년에 창단되어 현재 프랑스 1부 리그인 리그 1에 참가 중이다. 툴루즈내에 위치한 스타디움 드 툴루즈를 홈구장으로 사용하고 있다.
툴루즈는 2001년 부도를 당해 샹피오나 나시오날로 강등 결과를 겪은 이후 프랑스 사업가 올리비에 사르당이 회장직을 맡았었다. 2020년 7월 21일에 미국 투자회사인 레드버드 캐피탈 파트너스가 툴루즈 지분의 85%를 사들이면서 구단을 인수했다.

## 경쟁 관계

### 더비 드 라 가론
더비 드 라 가론은 지로댕 드 보르도와 툴루즈 사이에 벌어지는 더비 경기이다. 경기 명칭은 보르도와 툴루즈 두 팀이 모두 가론강을 따라 위치한 도시이기에 붙여졌다. 한결같은 경쟁력을 지닌 이 라이벌 관계는 2001년 툴루즈가 행정 문제로 강등되고 나서 리그 1으로 복귀한 이후에도 발전되었다.

## 역대 성적
- 리그 2 우승 3회
  - 우승: 1953, 1982, 2003
  - 준우승: 1997
- 쿠프 드 프랑스 우승 1회
  - 우승: 1957

## 선수 명단

### 현역
참고: FIFA 자격 규정에 따라 소속된 국가대표팀 국기를 표시합니다. 선수는 복수의 FIFA 비회원국 국적을 가지고 있을 수 있습니다.
| 번호 | 포지션 | 국적       | 이름                |
| ---- | ------ | ---------- | ------------------- |
| 2    | DF     |            | 라스무스 니콜라이센 |
| 6    | DF     |            | 위미트 아크다       |
| 7    | FW     | 모로코     | 자카리아 아부크랄   |
| 8    | MF     |            | 뱅상 시에로         |
| 21   | MF     | 슬로베니아 | 미하 자이츠         |

| 번호 | 포지션 | 국적 | 이름 |
| ---- | ------ | ---- | ---- |

## 역대 감독
| 감독                     | 임기      |
| ------------------------ | --------- |
| 쥐스트 퐁텐              | 1978~1979 |
| 자크 상티니              | 1985~1989 |
| 알랭 지레스              | 1995~1998 |
| 알랭 지레스              | 1999~2000 |
| 알랭 카사노바            | 2009      |
| 앙투안 콩부아레          | 2019~2020 |
| 필리프 몽타니에          | 2021~2023 |
| 카를레스 마르티네스 노벨 | 2023 ~    |